# Staf Scheirlinckx
Staf Scheirlinckx (Zottegem, 12 marzo 1979) è un ex ciclista su strada belga, professionista dal 2000 al 2013. In carriera ha ottenuto una vittoria e partecipato ai grandi Giri e alle classiche.
Anche il fratello maggiore Bert è stato ciclista professionista.

## Carriera
Ha ottenuto un solo successo da professionista, una tappa al Tour de la Somme nel 2001, in cui si è classificato secondo. È stato secondo anche al Giro d'Oro nel 2003 e nella quarta tappa della Quatre Jours de Dunkerque nel 2007. In carriera ha partecipato a tre edizioni della Vuelta a España, due del Tour de France e una del Giro d'Italia. Ha posto fine alla propria carriera agonistica al termine della stagione 2013.

## Palmarès
- 1997

Keizer der Juniores Koksijde
- 1999

Seraing-Aachen-Seraing
- 2001

1ª tappa Tour de la Somme (Albert > Ham)

### Altri successi
- 2008

Ninove (derny)
- 2010

Criterium di Houtem

## Piazzamenti

### Grandi Giri
- Giro d'Italia

2006: ritirato (14ª tappa)
- Tour de France

2007: non partito (17ª tappa)
2009: 123º
- Vuelta a España

2005: 84º
2006: 86º
2008: non partito (1ª tappa)

### Classiche monumento
- Milano-Sanremo

2006: ritirato
2007: 114º
2008: 77º
2010: 125º
- Giro delle Fiandre

2002: ritirato
2004: 35º
2005: 33º
2006: 36º
2007: 17º
2008: 56º
2009: 22º
2010: 41º
2011: 8º
2012: 97º
2013: ritirato
- Parigi-Roubaix

2005: ritirato
2006: 10º
2007: 16º
2008: 15º
2009: 28º
2010: fuori tempo
- Liegi-Bastogne-Liegi

2002: ritirato
2011: ritirato
2012: ritirato
2013: ritirato
- Giro di Lombardia

2005: 56º
2006: 16º
2007: 81º
2008: ritirato
2010: ritirato